# Josef Rathgeb

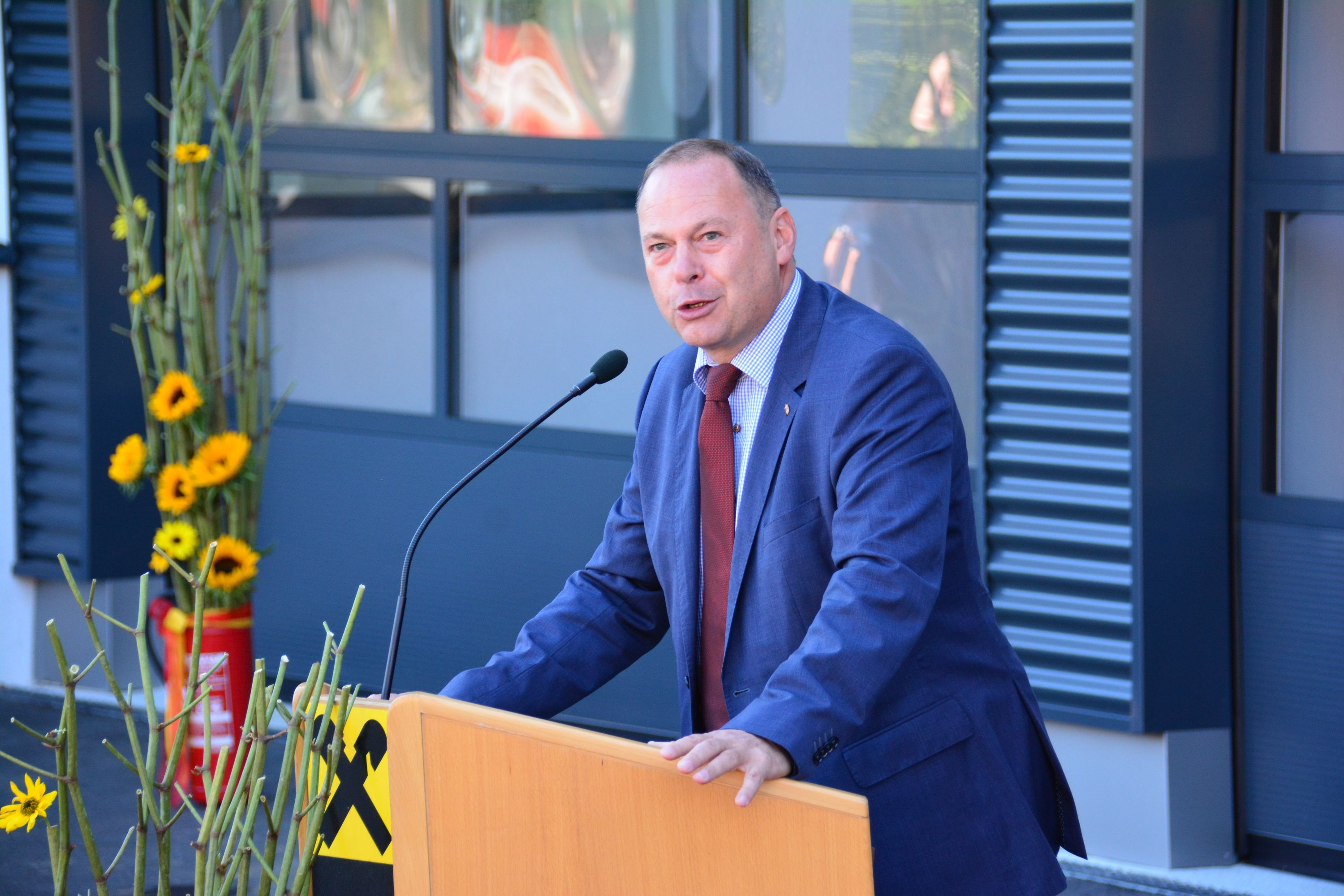
Josef Rathgeb, 2018

Josef Rathgeb (* 24. Juni 1967 in Linz) ist ein oberösterreichischer Politiker der ÖVP und seit 23. Oktober 2015 Landtagsabgeordneter. Von 1985 bis 1986 leistete er seinen Präsenzdienst beim Militärkommando Oberösterreich in der Stabskompanie Hörsching. Danach absolvierte Rathgeb ein Studium der Kulturtechnik und Wasserwirtschaft an der Universität für Bodenkultur Wien. 
Seit 2013 ist er Bürgermeister von Oberneukirchen.